# Sabbie Heesh
Sabbie Heesh est une joueuse de hockey sur gazon britannique. Elle évolue au poste de gardien de but à Surbiton et avec les équipes nationales anglaise et britannique.

## Biographie
Sabbie est née le 16 décembre 1991 en Angleterre.

## Carrière
Elle a fait ses débuts en avril 2015 avec l'équipe première britannique à Londres lors d'un double match amical face au Japon.

## Palmarès
- : 1re à l'Euro 2015